# Konrad III. (Tübingen-Lichteneck)
Konrad III. von Tübingen (* 1449; † 1506), Graf von Tübingen, Herr zu Lichteneck entstammte der Linie Tübingen-Lichteneck der Pfalzgrafen von Tübingen.
Konrad III. von Tübingen setzte 1488 einen Rechtstag in Kenzingen an, kaufte 1498 den halben Teil der Burg Limburg und wurde damit von Österreich belehnt.
Er heiratete in vorgerücktem Alter 1489 Sophia Bock aus Straßburg, die auch die reiche Böckin oder Böcklin genannt wurde. Diese kaufte sich nach dem Tod Konrads III. als Gemahlin des Grafen Ludwig von Löwenstein 1510 das Bürgerrecht in Straßburg. Die späte Ehe war mit keinen Kindern gesegnet. Konrad starb im Jahr 1506 und wurde am 1. Februar in Freiburg bei den Prediger-Mönchen beigesetzt.